# ヴィエスワフ・マニアク
ヴィエスワフ・ヤン・マニアク（ポーランド語: Wiesław Jan Maniak、1938年5月22日 - 1982年6月28日）は、ポーランドの陸上競技選手。1964年東京オリンピックの銀メダリスト。ルヴフ（現ウクライナ領リヴィウ）出身。

## 経歴
1964年の東京オリンピックでは100mと4×100mリレーに出場。100mは、10秒4で、ヨーロッパの選手としては最高順位となる4位入賞を果たした。さらに、アンジェイ・ジェリンスキ、マリアン・フォイク、マリアン・ドゥジアックとともに出場した4×100mリレーでは、39秒3でフランスと同タイムとなりながら、写真判定の結果銀メダルを獲得した。
2年後の1966年のヨーロッパ選手権では、100mでフランスのロジェ・バンビュク、クロード・ピケマルと10秒5で同タイムの僅差となりながらも勝利。ヨーロッパチャンピオンに輝く。しかし、4×100mリレーは予選で、ドゥジアックが故障したため途中棄権となった。
1968年メキシコシティーオリンピックでも100mと4×100mリレーに出場。しかし、100mは一次予選敗退。4×100mリレーも決勝に進出したものの、8位と最下位に終わった。
マニアクの国内の成績は、国内選手権の100mでは、1965年から1967年まで3連覇。加えて1971年も優勝を果たす。さらに200mでも1965年の選手権を制している。また、1965年に出した100m10秒1のポーランド記録は、1984年にマリアン・ヴォロニンによって破られるまでポーランド記録であり続けた。

## 主な実績
| 年   | 大会                 | 場所                     | 種目         | 結果    | 記録  |
| ---- | -------------------- | ------------------------ | ------------ | ------- | ----- |
| 1964 | オリンピック         | 東京(日本)               | 100m         | 4位     | 10秒4 |
| 1964 | オリンピック         | 東京(日本)               | 4×100mリレー | 2位     | 39秒3 |
| 1966 | ヨーロッパ陸上選手権 | ブダペスト(ハンガリー)   | 100m         | 1位     | 10秒5 |
| 1966 | ヨーロッパ陸上選手権 | ブダペスト(ハンガリー)   | 4×100mリレー | - (sf)  | DNF   |
| 1968 | オリンピック         | メキシコシティ(メキシコ) | 100m         | 4位(1q) | 10秒4 |
| 1968 | オリンピック         | メキシコシティ(メキシコ) | 4×100mリレー | 8位     | 39秒2 |